# 2041 Lancelot
2041 Lancelot (2523 P-L) là một tiểu hành tinh vành đai chính được phát hiện ngày 24 tháng 9 năm 1960 bởi Cornelis Johannes van Houten, Ingrid van Houten-Groeneveld và Tom Gehrels ở Đài thiên văn Palomar.
2041 Lancelot xoay quanh mặt trời trên một quỹ đạo hình ellipsis giữa Hỏa tinh và Mộc tinh. 2041 Lancelot được đặt tên theo Sir Lancelot, một hiệp sĩ của Vua Arthur .